# Список богомолов Украины
Список богомолов Украины содержит перечень видов насекомых из отряда Mantodea, зарегистрированных на территории Украины.
Богомолы являются насекомыми с неполным превращением. Вместе с прямокрылыми (Orthoptera), уховёртками (Dermaptera), веснянками (Plecoptera), эмбиями (Embioptera), привиденьевыми (Phasmida), тараканосверчками (Grylloblattodea), зораптерами (Zoraptera), отрядами Mantophasmatodea, Blattodea и несколькими ископаемыми отрядами их относят к систематической группе Polyneoptera.
Отряд Mantodea на территории Украины не очень разнообразен, поскольку страна находится у северной границы ареала этой группы насекомых, наиболее богато они представлены в тропических и субтропических регионах планеты. В пределах Украины распространены 7 видов богомолов из 2 семейств, все они, кроме обыкновенного богомола, встречаются только на самом юге страны — на юге степной зоны и в Крыму. Только обыкновенный богомол распространён по всей территории Украины, становясь, особенно в последние десятилетия, с общим потеплением климата, всё более обычным видом даже на севере страны. В то же время остальные нативные для природы Украины виды богомолов становятся всё более редкими, 4 вида занесены в Красную книгу Украины (2009), в категории редких и уязвимых видов, 3 из них также внесены в Красную книгу Республики Крым. Основной причиной сокращения численности этих видов является уничтожение естественных мест обитания: распахивание ещё сохранившихся участков целинных степей, перевыпас скота, степные пожары, высаживание в степях неестественных для этой стации лесонасаждений, уничтожение колков, использование пестицидов в сельском хозяйстве, застройка, в приморских районах — рекреационная нагрузка, а в Горном Крыму — выкорчёвывание шибляка и распахивание склонов гор. Наносит вред этим насекомым также их непосредственный сбор коллекционерами и изъятие из природы при сборе растений.

## Условные обозначения
Цветом в списке выделены:
 Виды, находящиеся на территории Украины под охраной и включённые в третье издание Красной книги Украины (2009 год).

## ОтрядMantodea—Богомолы
| Иллюстрация                             | Русскоязычное и научное название                                                    | Ареал на территории Украины. Замечания по систематике и охране. |
| --------------------------------------- | ----------------------------------------------------------------------------------- | --- |
| Семейство Mantidae — Настоящие богомолы |                                                                                     | |
|                                         | Богомольчик крымский Ameles taurica (Jakovlev, 1903)                                | Обитает в степях Южной Украины: в Запорожской и Херсонской областях (в том числе на островах Джарылгач и Хортица и на Кинбурнском полуострове) и в Крыму, где отмечен в частности в Казантипском природном заповеднике. Встречается в том числе на песчаных участках. В целом вид достаточно редкий. Систематическое положение окончательно не определено, одними исследователями считается отдельным видом, в то время как другими — подвидом Ameles heldreichi taurica (Jakovlev, 1903). Во втором случае украинские популяции являются самыми северными популяциями восточносредиземноморского вида A. heldreichi Burmeister, 1882. |
|                                         | Боливария короткокрылая Bolivaria brachyptera (Pallas, 1773)                        | Юг степной зоны Украины, включая Крым: прибрежные районы в центральной части Одесской области, юг и восток Херсонской области, в Крыму — по всей степной части. Однако в последние четверть века находок вида на материковой части страны не было, боливарию находили только на западе, в районе Тарханкутского полуострова, и востоке, примерно от Судака до Ак-Монайского перешейка и мыса Казантип, Крымского полуострова и на Перекопском перешейке. Обитает на сохранившихся участках целинных песчаных степей, в предгорьях, на склонах холмов, балок и яров с оскуднённым степным разнотравьем. Держится на поверхности грунта, кустах полыни и сухих стеблях трав. Редкий вид с дизъюнктивным (разорванным) ареалом, встречаются только единичные экземпляры. Занесена в Красную книгу Украины как уязвимый вид и Красную книгу Республики Крым как редкий вид. Охраняется в Карадагском природном заповеднике, национальном природном парке «Тарханкутский» и ландшафтно-рекреационном парке «Лисья бухта – Эчки-Даг». |
|                                         | Закавказский древесный богомол Hierodula transcaucasica Brunner von Wattenwyl, 1878 | Кавказско-среднеазиатский вид, на территорию Украины, скорее всего, завезённый человеком. Однако вопрос о нативности этого вида для фауны Украины до конца не выяснен. Впервые он был зарегистрирован в Крыму в 1916 году, после чего в течение ста лет на территории Украины не наблюдался. Тем не менее, в начале XXI века его снова стали находить в Крыму, где в последние два десятилетия произошло резкое увеличение его численности, сейчас это обычный вид на морском побережье ЮБК и Керченского полуострова. Он отмечен также на юге Херсонской области: в 2013 г. — на севере Арабатской стрелки (с. Геническая Горка), в 2015 г. — на острове Джарылгач и в смт Аскания-Нова. А в октябре 2018 г. этот вид был найден в национальном природном парке «Меотида» в Донецкой области. Такое возрастание численности и распространение H. transcaucasica по территории Украины связывают с потеплением климата и высаживанием в степной зоне страны лесополос и другой, не характерной для степи, древесно-кустарниковой растительности, поскольку этот богомол обитает в широколиственных лесах и садах, где, в отличие от Mantis religiosa, держится преимущественно на деревьях и кустарниках. Учёные прогнозируют дальнейшее распространение этого вида по Украине. |
|                                         | Ирис пятнистокрылый Iris polystictica (Fischer-Waldheim, 1846)                      | Степная зона Украины, кроме правобережной части, и Крым. В прошлом был широко распространён от крайнего юга Николаевской до Донецкой и юга Луганской областей и на большей части Крымского полуострова. Однако за последние четверть века на материковой части страны его находили только в Днепропетровской, Запорожской и (большинство находок) Херсонской областях (в том числе на острове Джарылгач). В 2018—19 годах популяция вида была обнаружена на территории Харьковской области. В Крыму сохранился на Тарханкутском полуострове, в Горном Крыму, на северо-востоке Южного берега и на севере Керченского полуострова, в том числе на мысе Казантип. Обитает в сухих песчаных причерноморских степях, в Крыму также на остепнённых участках и в редколесьях средиземноморского типа в Предгорье и на ЮБК. Держится на высокой травянистой растительности, на возвышенностях, в окрестностях солончаков, на склонах балок и яров — в ивовых зарослях, в предгорьях Крымских гор — на кустарниках и шибляке. Редкий вид, встречаются только единичные экземпляры. Занесён в Красные книги Украины и Республики Крым как редкий вид. Охраняется в Черноморском биосферном заповеднике, Карадагском, Крымском и Казантипском природных заповедниках, ландшафтно-рекреационном парке «Лисья бухта – Эчки-Даг», природном парке «Караларский» и национальном природном парке «Тарханкутский». |
| Самка и самец                           | Обыкновенный богомол Mantis religiosa (Linnaeus, 1758)                              | Широко распространён по всей территории Украины, кроме центрального массива Карпат, встречается на некоторых островах, в частности на островах Джарылгач и Хортица. Эвритопный вид, обитающий в разнообразных травянистых биотопах, однако предпочитает стации с мезофитной и умеренно ксерофитной растительностью. Держится преимущественно на траве или почве. На территории Украины встречается восточноевропейский подвид Mantis religiosa polonica, однако его выделение поддерживается не всеми специалистами, в последнее время многие исследователи считают популяции из Восточной Европы лишь северной экологической формой номинативного подвида Mantis religiosa religiosa. |
| Семейство Empusidae — Эмпузовые         |                                                                                     | |
|                                         | Эмпуза полосатая Empusa fasciata Brulle, 1832                                       | Встречается на крайнем юге Украины: юге Одесской области в окрестностях озера Сасик и в Крыму, где широко распространена, кроме северной части полуострова. Обитает на хорошо освещённых опушках сосновых лесов, поросших кустарником склонах холмов и разнотравье, в Крыму — в степях разных типов и на остепнённых участках редколесий средиземноморского типа. Держится в основном на травянистой и кустарниковой растительности. Редкий реликтовый вид с дизъюнктивным (разорванным) ареалом, встречаются единичные особи. Занесена в Красную книгу Украины как уязвимый вид и Красную книгу Республики Крым как редкий вид. Охраняется в Дунайском биосферном заповеднике, Опукском, Казантипском, Карадагском, Крымском и Ялтинском горно-лесном природных заповедниках, национальном природном парке «Тарханкутский», природном заповеднике «Мыс Мартьян» и других. |
|                                         | Эмпуза рогокрылая Empusa pennicornis (Pallas, 1773)                                 | Встречается на крайнем юге степной зоны Украины: на черноморском побережье на крайнем юге Николаевской области и в Херсонской области (в последние четверть века обнаружена только на юго-западе области, в частности в национальном природном парке «Олешковские пески», и на острове Джарылгач). Обитает в песчаных степях и на полупустынных участках с разрежённой растительностью и сухостепным травостоем. Держится на высоких травянистых растениях (молочае, полыни и других). Редкий исчезающий вид, встречаются только единичные экземпляры. Занесена в Красную книгу Украины как уязвимый вид. Охраняется в биосферных заповедниках Черноморском и «Аскания-Нова». |

## Комментарии
1. 1 2 3 4 5 6  Бо́льшая часть Крымского полуострова  является объектом территориальных разногласий между Россией, контролирующей спорную территорию, и Украиной, в пределах признанных большинством государств — членов ООН границ которой спорная территория находится. Согласно федеративному устройству России, на спорной территории Крыма располагаются субъекты Российской Федерации — Республика Крым и город федерального значения Севастополь. Согласно административному делению Украины, на спорной территории Крыма располагаются регионы Украины — Автономная Республика Крым и город со специальным статусом Севастополь.